# Dylan Schmidt
Dylan Schmidt (n. 7 ianuarie 1997, Southport⁠(d), Queensland, Australia) este un sportiv ce a reprezentat Noua Zeelandă, medaliat olimpic. A participat la 2 ediții ale Jocurilor Olimpice (2016, 2020) în care a câștigat o medalie de bronz.